# Campionati italiani di sci alpino 1995
I Campionati italiani di sci alpino 1995 si svolsero ad Abetone dal 22 al 27 marzo. Il programma incluse gare di discesa libera, supergigante, slalom gigante, slalom speciale e combinata, sia maschili sia femminili.
Trattandosi di competizioni valide anche ai fini del punteggio FIS, vi parteciparono anche sciatori di altre federazioni, senza che questo consentisse loro di concorrere al titolo nazionale italiano.

## Risultati

### Uomini

#### Discesa libera
| Pos. | Atleta               | Nazione | Tempo   |
| ---- | -------------------- | ------- | ------- |
| 1    | Kristian Ghedina     | Italia  | 1:15,03 |
| 2    | Werner Perathoner    | Italia  | 1:15,39 |
| 3    | Peter Runggaldier    | Italia  | 1:16,21 |
| 4    | Ivan Magni           | Italia  | 1:16,27 |
| 5    | Ludwig Sprenger      | Italia  | 1:16,36 |
| 6    | Luca Cattaneo        | Italia  | 1:16,55 |
| 7    | Alberto Senigagliesi | Italia  | 1:16,85 |
| 8    | Oswald Schranzhofer  | Italia  | 1:16,88 |
| 9    | Paolo Lampredi       | Italia  | 1:17,00 |
| 10   | Daniel Runggaldier   | Italia  | 1:17,07 |

Data: 22 marzo

#### Supergigante
| Pos. | Atleta               | Nazione | Tempo   |
| ---- | -------------------- | ------- | ------- |
| 1    | Werner Perathoner    | Italia  | 1:17,84 |
| 2    | Peter Runggaldier    | Italia  | 1:18,32 |
| 3    | Kristian Ghedina     | Italia  | 1:18,34 |
| 4    | Josef Polig          | Italia  | 1:18,71 |
| 5    | Alessandro Fattori   | Italia  | 1:18,96 |
| 6    | Patrick Holzer       | Italia  | 1:19,26 |
| 7    | Luca Cattaneo        | Italia  | 1:19,36 |
| 8    | Giovanni Feltrin     | Italia  | 1:19,64 |
| 9    | Alberto Senigagliesi | Italia  | 1:19,69 |
| 10   | Alessandro Serra     | Italia  | 1:19,82 |

Data: 24 marzo

#### Slalom gigante
| Pos. | Atleta               | Nazione | Tempo   |
| ---- | -------------------- | ------- | ------- |
| 1    | Sergio Bergamelli    | Italia  | 2:15,17 |
| 2    | Kristian Ghedina     | Italia  | 2:15,34 |
| 3    | Patrick Holzer       | Italia  | 2:15,66 |
| 4    | Massimo Zucchelli    | Italia  | 2:15,82 |
| 5    | Alessandro Fattori   | Italia  | 2:15,84 |
| 6    | Gerhard Königsrainer | Italia  | 2:15,85 |
| 7    | Samuele Sentieri     | Italia  | 2:15,86 |
| 8    | Norman Bergamelli    | Italia  | 2:15,88 |
| 9    | Ivan Bormolini       | Italia  | 2:16,60 |
| 10   | Stefano Moretti      | Italia  | 2:16,67 |

Data: 26 marzo

#### Slalom speciale
| Pos. | Atleta            | Nazione | Tempo   |
| ---- | ----------------- | ------- | ------- |
| 1    | Angelo Weiss      | Italia  | 1:36,80 |
| 2    | Fabio De Crignis  | Italia  | 1:37,13 |
| 3    | Fabrizio Tescari  | Italia  | 1:37,44 |
| 4    | Norman Bergamelli | Italia  | 1:37,77 |
| 5    | Roger Pramotton   | Italia  | 1:38,27 |
| 6    | Carlo Gerosa      | Italia  | 1:38,32 |
| 7    | Christian Polig   | Italia  | 1:38,44 |
| 8    | Sergio Bergamelli | Italia  | 1:38,49 |
| 9    | Ovidio García     | Spagna  | 1:38,81 |
| 10   | Ivan Bormolini    | Italia  | 1:38,89 |
| 10   | Matteo Nana       | Italia  | 1:38,89 |

Data: 27 marzo

#### Combinata
| Pos. | Atleta           | Nazione |
| ---- | ---------------- | ------- |
| 1    | Kristian Ghedina | Italia  |
| 2    | Josef Polig      | Italia  |
| 3    | Matteo Nana      | Italia  |

Data:

### Donne

#### Discesa libera
| Pos. | Atleta              | Nazione | Tempo   |
| ---- | ------------------- | ------- | ------- |
| 1    | Isolde Kostner      | Italia  | 1:19,25 |
| 2    | Barbara Merlin      | Italia  | 1:19,32 |
| 3    | Morena Gallizio     | Italia  | 1:19,83 |
| 4    | Sovrana Welf        | Italia  | 1:19,87 |
| 5    | Alessandra Merlin   | Italia  | 1:20,06 |
| 6    | Daniela Ceccarelli  | Italia  | 1:20,89 |
| 7    | Veronica Ambrogione | Italia  | 1:21,05 |
| 8    | Patrizia Bassis     | Italia  | 1:21,16 |
| 9    | Annalisa Ceresa     | Italia  | 1:21,21 |
| 10   | Antonella Marquis   | Italia  | 1:21,28 |

Data: 23 marzo

#### Supergigante
| Pos. | Atleta                     | Nazione | Tempo   |
| ---- | -------------------------- | ------- | ------- |
| 1    | Isolde Kostner             | Italia  | 1:22,07 |
| 2    | Alessandra Merlin          | Italia  | 1:22,14 |
| 3    | Barbara Merlin             | Italia  | 1:23,40 |
| 4    | Morena Gallizio            | Italia  | 1:23,61 |
| 5    | Sovrana Welf               | Italia  | 1:23,76 |
| 6    | Patrizia Bassis            | Italia  | 1:24,13 |
| 7    | Veronica Ambrogione        | Italia  | 1:24,34 |
| 8    | Paola Mosca Barberis       | Italia  | 1:24,44 |
| 9    | Tiziana De Martin Tropanin | Italia  | 1:24,48 |
| 10   | María José Rienda          | Spagna  | 1:24,60 |

Data: 24 marzo

#### Slalom gigante
| Pos. | Atleta            | Nazione | Tempo   |
| ---- | ----------------- | ------- | ------- |
| 1    | Karen Putzer      | Italia  | 2:19,57 |
| 2    | María José Rienda | Spagna  | 2:19,70 |
| 3    | Sabina Panzanini  | Italia  | 2:19,76 |
| 4    | Isolde Kostner    | Italia  | 2:20,28 |
| 5    | Barbara Merlin    | Italia  | 2:20,39 |
| 6    | Marcella Biondi   | Italia  | 2:21,18 |
| 7    | Morena Gallizio   | Italia  | 2:21,56 |
| 8    | Patrizia Bassis   | Italia  | 2:21,79 |
| 9    | Roberta Pergher   | Italia  | 2:21,87 |
| 10   | Mónica Bosch      | Spagna  | 2:21,88 |

Data: 25 marzo

#### Slalom speciale
| Pos. | Atleta                     | Nazione | Tempo   |
| ---- | -------------------------- | ------- | ------- |
| 1    | Morena Gallizio            | Italia  | 1:32,37 |
| 2    | Elisabetta Biavaschi       | Italia  | 1:33,31 |
| 3    | Roberta Serra              | Italia  | 1:34,63 |
| 4    | Roberta Pergher            | Italia  | 1:35,61 |
| 5    | Barbara Milani             | Italia  | 1:35,70 |
| 6    | Astrid Plank               | Italia  | 1:36,10 |
| 7    | Tiziana De Martin Tropanin | Italia  | 1:37,09 |
| 8    | Sabina Panzanini           | Italia  | 1:39,06 |
| 9    | Paola Mosca Barberis       | Italia  | 1:41,05 |
| 10   | Heidi Eisath               | Italia  | 1:41,11 |

Data: 22 marzo

#### Combinata
| Pos. | Atleta                     | Nazione |
| ---- | -------------------------- | ------- |
| 1    | Morena Gallizio            | Italia  |
| 2    | Roberta Serra              | Italia  |
| 3    | Tiziana De Martin Tropanin | Italia  |

Data: